# Іматра
Іматра (фін. Imatra) — місто у Фінляндії, область Південна Карелія. Раніше місто входило до складу губернії Південна Фінляндія, ліквідованої 2010 року.

## Географія
Місто розташоване на річці Вуоксі, що в північній частині Карельського перешийка, біля кордону з Росією, за 210 км від Санкт-Петербургу. До Гельсінкі — 230 км.
Населення 29.3 т мешканців.

## Історичні відомості
Засноване в 1948 році, статус міста отримало в 1971 р.

## Культура і спорт

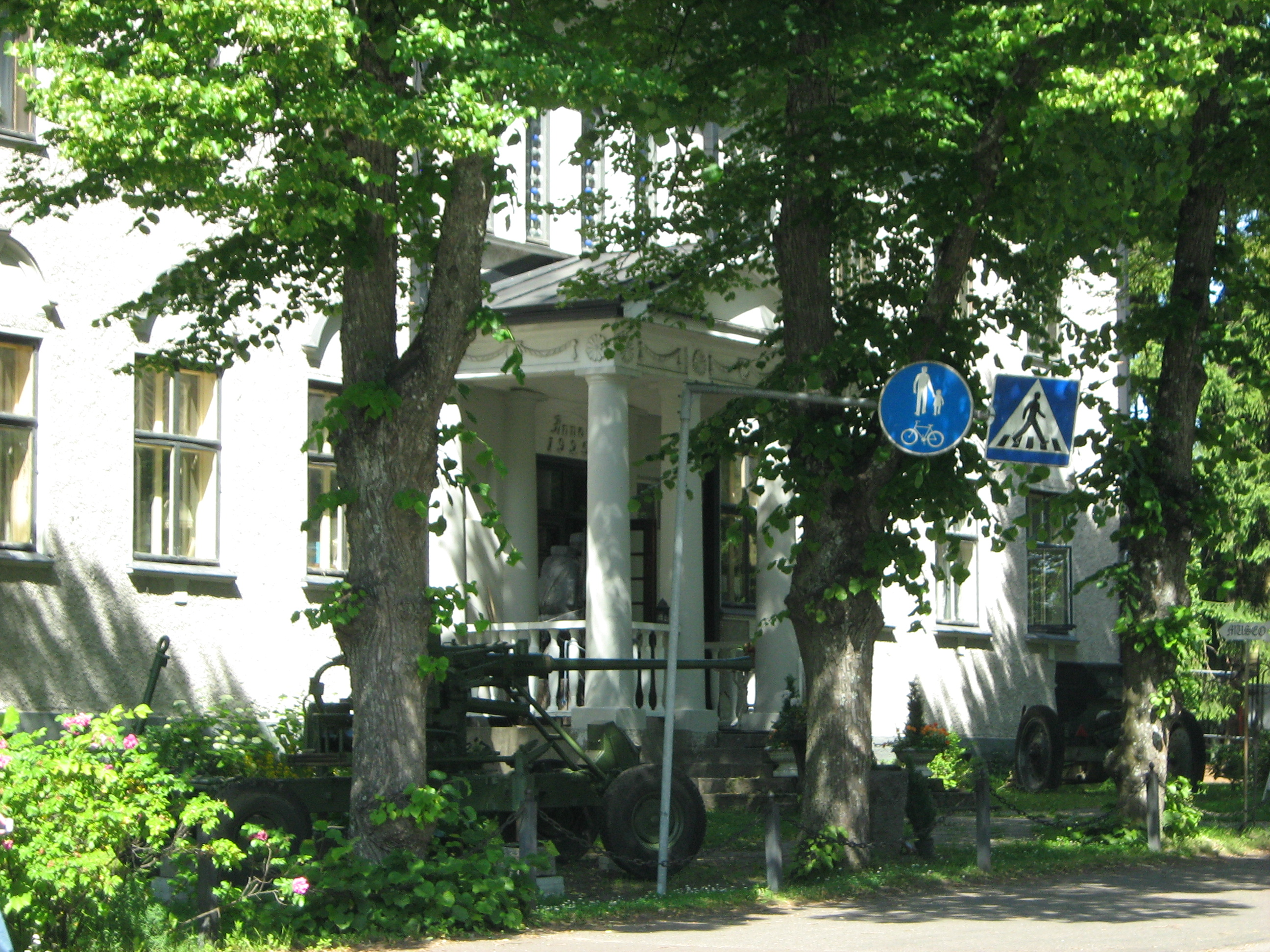
Будинок-музей ветеранів

Культурний центр Іматри — місце для проведення різних культурних заходів, свят, виставок.
Музеї: Художній музей, Міський культурно-історичний музей, Музей-оселя промислових робітників, Карельський будинок, Будинок-музей ветерані.
Бібліотеки: Головна бібліотека, бібліотека «Патсан кір'ясто», бібліотека «Вуоксенніскан кір'ясто».
Криті приміщення для занять фізкультурою і спортом: спортивний комплекс (басейн, кегельбан), льодовий палац.
Майданчики для заняття фізкультурою і спортом на відкритому повітрі: спортивні майданчики (атлетика, ігри в м'яч, теніс). Оздоровча фізкультура на повітрі (оздоровчі доріжки, лижні, прогулянкові доріжки, пляжі).

## Туризм і рекреація

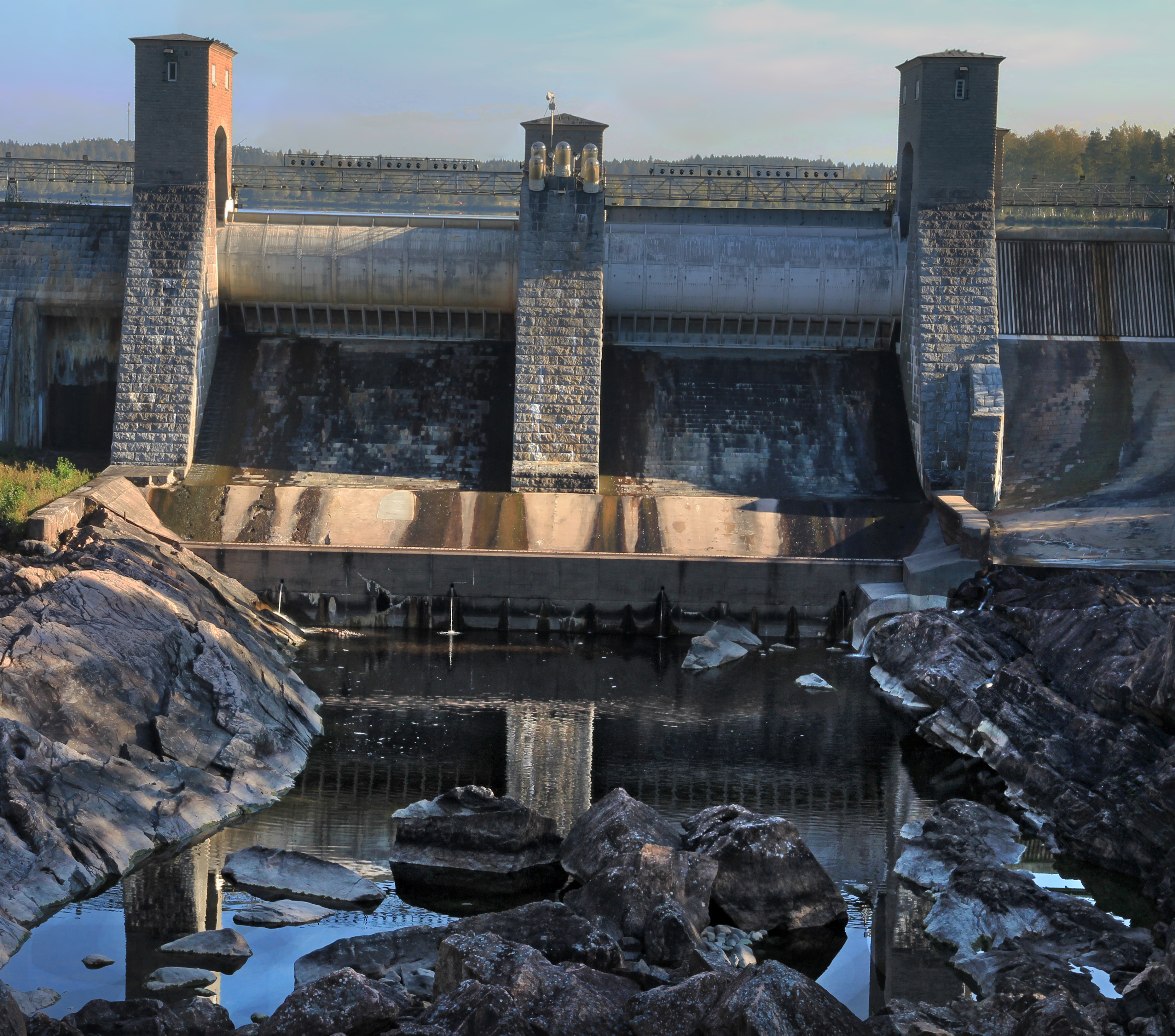
Гребля Іматранкоскі на річці Вуокса

Одним з найпривабливіших для туристів об'єктів є спа-готель «Іматран Кюльпюля», який працює цілий рік. Влітку велика кількість відвідувачів привертає скидання води через греблю Іматранкоксі, який відбувається з середини червня до середини серпня щодня о 18.00 за місцевим часом. Крім цього, пуск води здійснюється в лютеранське Різдво (25 грудня) і в новий рік. У період літніх водоскидів охочі можуть переправитися через зазвичай сухе русло Вуоксі на підвісній переправі.
У порівняно невеликому місті велика кількість місць розміщення. Найвідоміший готель — «Іматран Валтіонхотеллі», що нині належить до мережі «Рантасіпі». На пішохідній вулиці Коскенпаррас знаходиться готель «Кумулюс Іматра». На березі Сайменського озера знаходиться готель «Іматран Кюльпюля». На лівому березі Вуоксі знаходиться готель «Вуоксенхові». До числа відносно дешевих відносяться «Анна Керн» і готель «Іматра». Крім цього, неподалік від Іматри, але вже в юридичних межах Лаппеенранта, є два недорогих готелі «Karjalan Portti» і «Kulkuripoika».
В межах Іматри є два кемпінги, діючих влітку — «Укконіемі», розташований неподалік від «Іматран Кюльпюля», і «Каластуспуісто» («Рибальський парк»), розташований на півострові і призначений головним чином для рибалок. Є також відкриті цілий рік гостели «Immalanjärvi» («Іммалан'ярві»), розташований в районі Immola і «Уконлінна», розташований неподалік від «Іматран Кюльпюля».

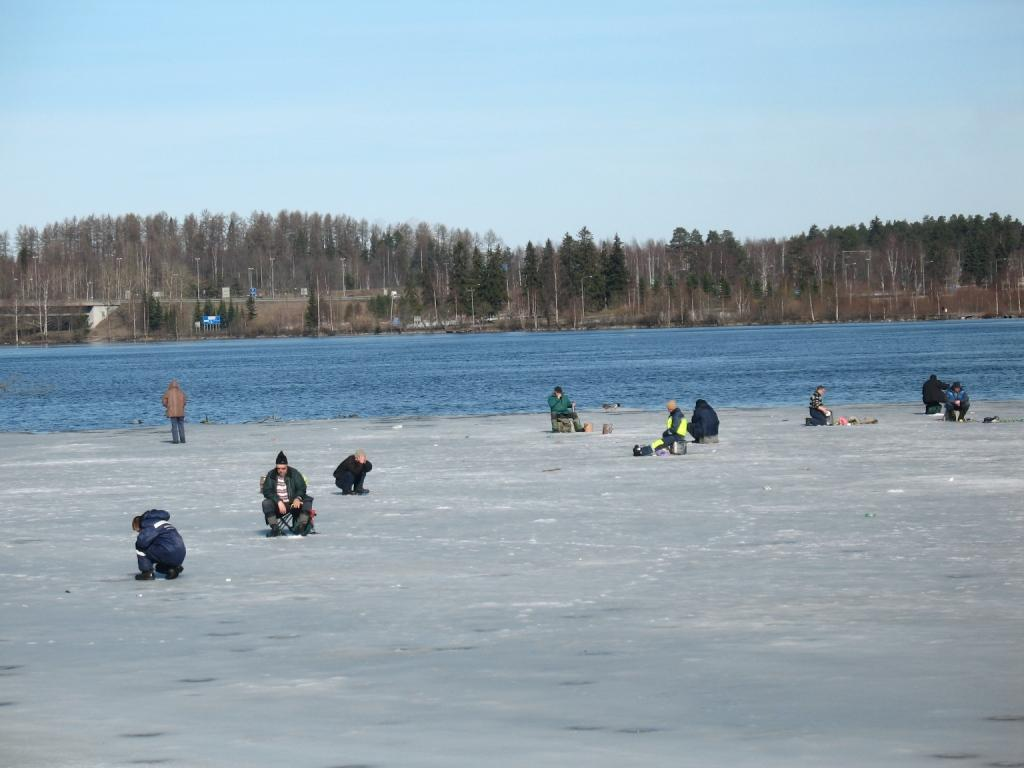
Іматра, Вуокса, весняна рибалка

## Міста побратими
- Лудвіка, Швеція
- Зальцгіттер, Німеччина
- Сігетвар, Угорщина
- Зволен, Словаччина
- Тихвін, Росія